# Macrosteles septemnotatus
Macrosteles septemnotatus är en insektsart som först beskrevs av Carl Fredrik Fallén 1806.  Macrosteles septemnotatus ingår i släktet Macrosteles, och familjen dvärgstritar. Arten är reproducerande i Sverige.